# سارا نيلسون (كاتبة)
سارا نيلسون (بالإنجليزية: Sara Nelson)‏ هي كاتِبة أمريكية، ولدت في 3 أكتوبر 1956 في نيويورك في الولايات المتحدة.